# Broichhausen (Kürten)
Broichhausen ist ein Wohnplatz im Südwesten der Gemeinde Kürten an der Grenze zu Bergisch Gladbach.

## Lage und Beschreibung
Broichhausen liegt im Dürschbachtal entlang der Landesstraße 298. In Broichhausen mündet der Silberkauler Siefen in den Dürschbach. In der Nachbarschaft liegen der Gladbacher Teil von Broichhausen im Süden und Jähhardt, durch einen Wald getrennt, im Norden.

## Geschichte
Der Name Broichhausen bedeutet nach der Deutung des örtlichen Geschichtsvereins Häuser im oder am sumpfigen Gelände. Umgangssprachlich spricht man von om Brooches.
Eine erste schriftliche Erwähnung von einer Mühle und Hof in Broichhausen stammt aus dem Jahre 1586. Es wird vermutet, dass das Anwesen der Johanniterkomturei Herrenstrunden gehört. Zu dieser Zeit gehörte Broichhausen zur Honschaft Dürscheid im Botenamt Herkenrath im bergischen Amt Porz.
Die Topographia Ducatus Montani des Erich Philipp Ploennies, Blatt Amt Porz, belegt, dass der Bruchhausen bereits 1715 zwei Wohnplätze mit je einer Hofstelle besaß, die als Bruchhusen beschriftet sind. Zudem ist eine Mühle am Dürschbach dort eingezeichnet. Aus der Charte des Herzogthums Berg von 1789 des Carl Friedrich von Wiebeking geht hervor, dass der Ortsbereich zu dieser Zeit Teil des Kirchspiels Dürscheid im Obergericht Bensberg des bergischen Amtes Porz war.
In der Topographischen Aufnahme der Rheinlande von 1824 ist der Ort als Bruchhausen verzeichnet, ebenso wie in der Preußischen Uraufnahme von 1845. Ab der Preußischen Neuaufnahme 1891–1912 ist der Ort regelmäßig als Broichhausen eingezeichnet.
Unter der französischen Verwaltung zwischen 1806 und 1813 wurde das Amt Porz aufgelöst und das Kirchspiel Dürscheid, zu dem auch Broichhausen gehörte, wurde politisch der Mairie Bensberg im Arrondissement Mülheim am Rhein zugeordnet. 1816 wandelten die Preußen die Mairie zur Bürgermeisterei Bensberg im Kreis Mülheim am Rhein. 1822 lebten 17 Menschen im als Bauerngut mit Mühle kategorisierten Ort, 1830 zählte der Ort 21 Einwohner.
Die Gemeinde- und Gutbezirksstatistik der Rheinprovinz führt Broichhausen 1871 mit sechs Wohnhäusern und 48 Einwohnern auf. In der Aufstellung des Königreichs Preußens für die Volkszählung 1885 wurde Broichhausen als Wohnplatz der Landgemeinde Bensberg im Kreis Mülheim am Rhein vermerkt. Zu dieser Zeit wurden sieben Wohnhäuser mit 40 Einwohnern gezählt.
Aufgrund des Köln-Gesetzes wurde die Gemeinde Kürten mit Wirkung zum 1. Januar 1975 mit dem bis dahin selbstständigen Gemeinden Bechen und Olpe und Teile der Stadt Bensberg zur Gemeinde Kürten zusammengeschlossen. Dabei wurde auch der nördlich der L 298 gelegene Teil von Broichhausen, auch Unterbroichhausen genannt, Teil von Kürten. Der Teil südlich der L 298, genannt Oberbroichhausen, wurde Teil der Stadt Bergisch Gladbach.

### Die Broichhausener Mühle
Die Broichhausener Wassermühle, 1586 erstmals erwähnt, besaß zwei Mahlgänge und wurde auch in den Jahren 1697, 1732 und 1766 in den Urkunden genannt. 1697 wird ein Anton Molitor (Molitor = lat. Müller) als Müller genannt. 1843 brannte die Mühle ab, wurde aber bis 1851 neu errichtet. Nachdem das Wasserrad noch 1920 erneuert wurde, erfolgte die Stilllegung 1957.